# Предсједник Исланда
Предсједник Исланда (исл. Forseti Íslands) је шеф државе на Исланду. Он је формално носилац извршне и законодавне власти.

## Избор
За предсједника може бити изабрано лице које има најмање 35 година старости и има право да гласа на изборима за Алтинг. Бира се непосредним тајним изборима, а кандидатуру предсједника мора подржати најмање 1.500 гласача. Уколико има више кандидата, побјеђује онај који има већину гласова на изборима. Ако је само један кандидат, он се законски проглашава за предсједника без гласања.
Мандат предсједника траје 4 године и почиње увек 1. августа и завршава се 31. јула. У случају смрти предсједника или подношења оставке, нови изабрани предсједник има мандат који траје четири године послије избора.
Уколико је предсједник спријечен да врши своје дужности његова овлашћења врше премијер, предсједник Алтинга и главни судија Врховног суда. У оваквим случајевима, предсједник Алтинга предсједава на колективним сједницама, а одлуке се доносе већином гласова.

## Надлежности
Предсједник не може бити члан Алтинга нити примати плату од било ког државног или приватног предузећа. При ступању на дужност предсједник полаже заклетву да ће чувати и поштовати Устав. Тај акт се чува у два примјерка, један се чува у Алтингу а други у државном архиву.
Предсједник је неодговоран за своје службене поступке. Кривична тужба против предсједника може бити поднесена само са одобрењем Алтинга. Предсједник подноси оставку након резултата плебисцита или ако 3/4 посланика Алтинга гласају за његов опозив.
Предсједник именује и отпушта чланове Кабинета. Он установљава број министара и одређује им права и дужности. Предсједник закључује уговоре са другим државама. Само са одобрењем Алтинга он може склапати уговоре који се тичу одрицања дијела територије или територијалних вода и мијењања уставног система.
Предсједник Републике сазива Алтинг највише десет седмица послије општих избора. Он сваке године отвара засједања Алтинга, а може позвати Алтинг и на ванредно засједање. Предсједник је дужан то урадити ако тако одлучи већина посланика Алтинга.
Предсједник може доносити привремене законе између засједања Алтинга, али закони не могу противрјечити Уставу и предсједник их је дужан поднијети на одобрење Алтингу чим се састане. Привремени закон се укида уколико не добије одобрење Алтинга. Законски предлози које предлаже Кабинет морају добити потврду предсједника да би били упућени на претрес Алтингу. Законски предлог који је усвојио Алтинг шаље се на потврду предсједнику после највише двије седмице након усвајања. Када га предсједник потврди закон ступа на снагу, а уколико предсједник одбије да потврди закон одржава се плебисцит.
Предсједник врши амнестије и помиловања. Он не може без одобрења Алтинга ослободити министра судске тужбе или гоњења због кривичних дјела.